# レイチェル・ロビンソン

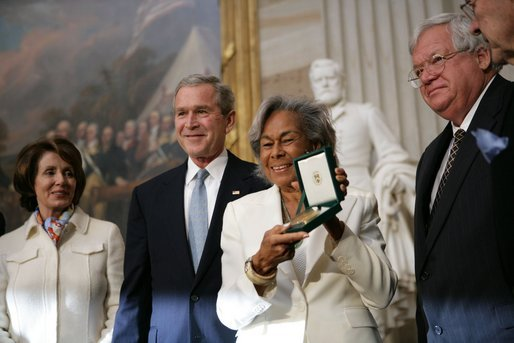
故ジャッキー・ロビンソンの代わりにジョージ・W・ブッシュ大統領から議会名誉黄金勲章を受け取るレイチェル・ロビンソン（右から二人目、2005年3月2日）

レイチェル・ロビンソン（Rachel Robinson、本名：Rachel Annetta Isum、1922年7月19日 - ）は、アフリカ系アメリカ人（黒人）選手として、史上初めてメジャーリーグでプレーしたジャッキー・ロビンソンの妻である。
1922年、レイチェル・アネッタ・アイサムとしてカリフォルニア州ロサンゼルスで生まれる。カリフォルニア大学ロサンゼルス校（UCLA）に進学し、1941年に同じくUCLAに進学していたジャッキーと出会う。1946年、マイナーリーグでプレイしていたジャッキーと結婚。ジャッキーとの間に2男1女（ジャッキー・ジュニア、デヴィッド、シャロン）をもうける。1956年にジャッキーが引退すると、大学で専攻していた看護の勉強に励み、看護師を務めた後、イェール大学看護学部の助教授に就任。後にコネティカットメンタルヘルスセンターの看護師長を務めた。
ジャッキーの死後、1973年にジャッキー・ロビンソン財団を設立し、才能を持ったマイノリティの若者たちに奨学金の交付を行っている。
2007年、バド・セリグコミッショナーからコミッショナー特別表彰を受けた。2009年にはUCLAのジーン・ブロック学長から同校が授与する最高栄誉であるUCLAメダルを受けた。
現在、コネティカット州セイレムにある60エーカー（240,000 m2）の農場に居住。
2013年に米国で公開されたジャッキー・ロビンソンの伝記映画『42 〜世界を変えた男〜』では、ニコール・ベハリーがレイチェルを演じた。